# Промінь смерті (фільм)
«Промінь смерті» (рос. Луч смерти) — чорно-білий німий радянський фантастично-пригодницький  фільм 1925 року, поставлений режисером Львом Кулєшовим. Фільм зберігся без 4-ї частини.

## Сюжет
Дія фільму відбувається в одній з капіталістичних країн. Робітник Томас Ланн очолює революційний виступ на заводі «Геліум». Воно жорстоко придушене, і Ланн заарештований. Товариші по революційній боротьбі допомагають Ланну втекти із в'язниці. Він
пробирається в Росію, щоб зв'язатися з Подобєдом, винахідником потужного приладу «Промінь смерті», який може забезпечити перемогу підготовлюваного революційного повстання. Про існування «Променя смерті» дізнаються ватажки фашистської організації. Одночасно з Ланном вони пробираються в СРСР і викрадають винахід Підобєда. Після низки пригод, кривавих сутичок, боротьби з ворогами Ланн заволодіває приладом і повертається на батьківщину. На завод «Геліум» він потрапляє в розпал повстання і з допомогою «Променя смерті» робітники висаджують в повітря послані проти них бомбардувальники.

## У ролях
| • Порфирій Подобєд   | … | Подобєд, інженер-винахідник              |
| • Всеволод Пудовкін  | … | Патер Рево, фашист                       |
| • Сергій Комаров     | … | Томас Ланн, робітник, керівник повстання |
| • Володимир Фогель   | … | фашист Фог                               |
| • Олександра Хохлова | … | жінка-стрілець / сестра Едіт             |
| • Сергій Хохлов      | … | Фредді, син Едіт                         |
| • Н. Стравинська     | … | дочка кочегара                           |
| • Андрій Горчилін    | … | Рапп, електротехнік                      |
| • Ганна Чекулаєва    | … | дружина Раппа                            |
| • Л. Страбінська     | … | Шура, асистентка інженера Подобєда       |
| • Петро Галаджев     | … | Руллер, власник заводу / директор цирку  |
| • Леонід Оболенський | … | майор Гард, ватажок фашистів             |
| • Віктор Пильщиков   | … | племінник Руллера, керуючий заводом      |
| • Михайло Доллер     | … | епізод                                   |
| • Лев Кулєшов        | … | епізод                                   |
| • Олександр Громов   | … | епізод                                   |
| • Андрій Файт        | … | агент                                    |

## Знімальна група
- Автор сценарію — Всеволод Пудовкін
- Режисер-постановник — Лев Кулєшов
- Оператор — Олександр Левицький
- Художник-постановник — Всеволод Пудовкін, Василь Рахальс
- Асистенти режисера — Олександра Хохлова, Всеволод Пудовкін, Сергій Комаров, Леонід Оболенський

## Навколо фільму
Перший варіант сценарію фільму називався «Повелитель заліза» — так само, як і роман Валентина Катаєва, що вийшов приблизно в той самий час.
Після виходу у прокат фільм був підданий різкій критиці в радянській пресі. Лев Кулєшов спробував пояснити провал стрічки, пославшись на те, що ним був поставлений експериментальний фільм, який повинен був виконати лише декілька поставлених перед ним завдань. «Промінь смерті» повинен був продемонструвати високу підготовку акторів майстерні Кулєшова та уміння ставити масові сцени, показати, що, незважаючи на мізерне матеріальне забезпечення, колектив здатний знімати фільми на тому ж технічному рівні, що й зарубіжні виробники, затвердити монтаж як засіб художнього вираження, а не технічного елементу створення фільмів.